# Rumilly-lès-Vaudes
Rumilly-lès-Vaudes település Franciaországban, Aube megyében. Lakosainak száma 580 fő (2022. január 1.). Rumilly-lès-Vaudes Chappes, Jully-sur-Sarce, Lantages, Les Loges-Margueron, Montceaux-lès-Vaudes, Saint-Parres-lès-Vaudes és Vaudes községekkel határos.

## Népesség
A település népessége az elmúlt években az alábbi módon változott:
| Lakosok száma | 471  | 485  | 475  | 466  | 505  | 522  | 542  | 557  | 568  | 580  |
|               | 1968 | 1982 | 1990 | 2006 | 2013 | 2015 | 2017 | 2019 | 2020 | 2022 |